# Connecticut (fiume)
Il Connecticut è il fiume principale della regione del New England negli Stati Uniti nord-orientali.

## Geografia
Il fiume nasce nel Quarto Lago Connecticut, all'estremo nord del New Hampshire al confine con il Canada. Scorre in direzione sud e segna tutto il confine tra il New Hampshire ed il Vermont. Proseguendo verso sud entra nel Massachusetts ed attraversa le città di Holyoke e Springfield. Entra nello Stato del Connecticut e continuando il suo corso verso sud lambisce Hartford, la capitale del Connecticut. Disegnando un'ampia curva prosegue verso sud-est e sfocia nel Long Island Sound a Old Saybrook. Il fiume è interessato dal moto delle maree fino a Windsor Locks a circa 100 km dalla foce. Il fiume deve a questa caratteristica l'origine del suo nome da parte degli indiani Algonchini che lo chiamavano "quinetucket" ossia "fiume dalle lunghe maree".
Il Connecticut trasporta nel suo corso verso la foce una quantità notevole di limo (specie a primavera) che rende praticamente impossibile la navigazione.

## Affluenti

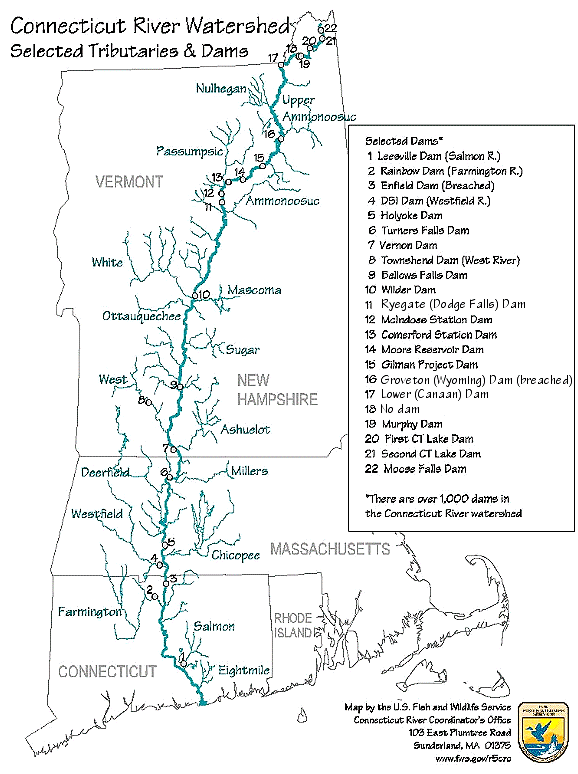
Mappa del fiume con gli affluenti e le principali dighe

Elencati dalla foce alla sorgente con lo Stato in cui confluiscono nel Connecticut.

### Connecticut
- Eightmile
- Salmon
- Park
- Farmington

### Massachusetts
- Westfield
- Chicopee
- Manhan
- Mill
- Fort
- Mill
- Sawmill
- Deerfield
- Fall River
- Millers River
- Four Mile Brook
- Mill Brook

### New Hampshire
- Ashuelot
- Cold River
- Little Sugar
- Sugar River
- Blow-me-down Brook
- Mascoma River
- Oliverian Brook
- Ammonoosuc
- Johns River
- Israel River
- Upper Ammonoosuc
- Simms Stream
- Mohawk River
- Indian Stream
- Perry Stream

### Vermont
- West River
- Saxtons
- Williams
- Black River
- Ottauquechee
- White River
- Ompompanoosuc
- Waits River
- Wells
- Stevens River
- Passumpsic
- Paul Stream
- Nulhegan
- Halls Stream